# Applied Acoustics
Applied Acoustics (ook Acoustique appliqué) is een internationaal, aan collegiale toetsing onderworpen wetenschappelijk tijdschrift op het gebied van de akoestiek. De naam wordt in literatuurverwijzingen meestal afgekort tot Appl. Acoust. Het verschijnt tweemaandelijks.